# Década 1900 en el Atlético de Madrid
El Atlético de Madrid es un club de fútbol fundado en 1903 en la ciudad de Madrid, por un grupo de estudiantes vizcaínos que querían crear un Club de fútbol vasco en su ciudad de residencia. Durante las primeras décadas de su existencia, la entidad se denominó Athletic de Madrid, y su primer presidente fue Enrique Allende.

## Sección de fútbol

### La presidencia de Eduardo de Acha
Enrique Allende, el que había sido nombrado primer presidente del Athletic Club de Madrid, no cumplió con las expectativas que se tenían sobre él. Se cansó pronto, y no mostró demasiado interés por el fútbol, así que en otoño abandonó el cargo, dejando su puesto a Eduardo De Acha, madrileño de ascendencia vasca que fue el principal impulsor de la creación del club.
La nueva Junta Directiva estuvo conformada de la siguiente forma:
- Presidente: Eduardo de Acha y Otañes
- Vicepresidente: Manuel Rodríguez Arzuaga
- Secretario: Abdón de Alaiza
- Tesorero: Enrique Goiri
- Vocales: Darío Arana, Ricardo de Gondra, Luis Romero de Tejada y José de Toda.

A pesar de que el Athletic de Madrid no participó en el Campeonato de Madrid, su estadio sí que fue utilizado para disputar algunos partidos del mencionado torneo. En uno de ellos, se usaron por primera vez las redes en las porterías. Fue el 20 de noviembre de 1903, y el público respondió pisoteándolas y acercándose demasiado, dando muestras de una enorme falta de educación y respeto. No fue así por parte de los jugadores, que se comportaron de forma correcta y no crearon polémica. El partido enfrentó al Moncloa y al Madrid F.C., ganando el primero al segundo por 3 a 1.
El Campeonato de España de 1904 tampoco estuvo exento de polémica. El Athletic de Madrid no pudo participar, por su norma de no enfrentarse en competición oficial a su homólogo de Bilbao, pero sí le cedió varios de sus mejores jugadores para que pudiesen jugar en el torneo. Aquel año, la organización de la Copa no corría a cargo del Madrid F.C., sino de la Federación Madrileña de Clubes de Football. El día de la final, el Athletic se presentó en el campo para jugar el partido, y se encontró con que su rival no aparecía, así que se marchó a Vizcaya con la Copa, no sin antes ganarle un partido amistoso a su sucursal madrileña.
El motivo era que, el día anterior, se debía haber jugado el partido de clasificación entre el Español de Madrid y el Moncloa. Sin embargo, la lesión de uno de los jugadores suspendió el partido, dejando el campeonato sin segundo finalista. Al no hacer nada la Federación para evitarlo, el Athletic fue proclamado campeón.
Después de este campeonato, la tempestad mediática que se desató en Madrid fue tremenda. Tal fue la crítica de los equipos de la capital al campeón vasco, que el presidente del Athletic de Madrid, Eduardo del Acha, se vio obligado a intervenir, enviando una carta al Español de Madrid y al Moncloa para instarles a aclarar las circunstancias que llevaron a que el Athletic se proclamara Campeón de España sin jugar la final. Se generó así una intensa disputa en el que el club vizcaíno acusó a los dos semifinalistas madrileños de no haber cumplido las normas, y viceversa.
El Español de Madrid retó a la sucursal madrileña del Athletic a jugarse el campeonato más tarde, pero el club de Del Acha rechazó el desafío, y no se presentó el 29 de marzo, fecha señalada para la supuesta final. La Federación Madrileña de Clubes de Football dictaminó que el campeón de Copa sería el Español, pero aquella decisión no tuvo ninguna validez oficial.
A pesar de las tirantes relaciones con algunos equipos de la capital, el Athletic y el Madrid F.C. tenían un trato muy cordial. El primer derbi se celebró en noviembre de 1904, aunque el primer intento resultó un fracaso. A causa del mal tiempo, la mayoría de los jugadores no se presentaron, aunque los que sí acudieron pasaron una entretenida mañana dándole patadas al balón, a modo de entrenamiento y como forma de calentarse.
Al domingo siguiente se disputó por fin el primer partido entre los que muchos años después se convertirían en rivales históricos. El ambiente en la grada fue muy agradable, con buenas relaciones entre hinchadas rivales. Se jugó a las diez de la mañana en el campo del Athletic, y el resultado fue de seis a cero a favor del Madrid F.C. Uno de los motivos de tan desequilibrado marcador fue que Murga y Moreno, defensas centrales del equipo local, tuvieron que jugar adelantados al mediocentro, descuidando la defensa.
Durante los siguientes años, el Athletic de Madrid sólo disputó partidos amistosos contra equipos madrileños. El 12 de febrero de 1905, se venció abultadamente a un desmejorado Moncloa en su propio campo. El resultado fue de 0-4, y la alineación: Prado de portero; Celada y Acha como defensas; Moreno, Murga y Cárdenas como centrocampistas; y Elósegui, Castellví, Valdeterrazo, Giles y Astigárraga como delanteros. A la semana siguiente se consiguió una nueva victoria, esta vez contra el Español de Madrid, por 2-1.
A lo largo de 1906, la cantidad de aficionados del Athletic de Madrid empezó a menguar de forma alarmante. La dependencia del club bilbaíno hacía que los nacidos en la capital se decantarán por el Madrid F.C., por considerarlo un club “más madrileño”. A esto se le sumaba que, por primera vez en su historia, el club decano había vencido al Athletic Club en la final de la Copa de España en 1905, repitiendo título al año siguiente contra el mismo adversario. Así las cosas, los únicos socios que conservaban los atléticos eran los estudiantes vascos con residencia el Madrid, además de los incansables socios fundadores.
La primera participación del Athletic de Madrid en un torneo oficial se produjo en octubre de 1906. El entonces presidente del Madrid F.C., Carlos Padrós, organizó el Campeonato de Madrid de Clubes de Fútbol. El campeón acudiría al Campeonato de España como representación de la región madrileña, excepto si dicho campeón era el Athletic, que tenía prohibido competir contra su club matriz.
El 6 de diciembre de 1906, en dicho torneo, se produjo la primera victoria atlética a sus vecinos madridistas. Enfrentándose los terceros equipos de ambos clubes, venció el Athletic al Madrid por 5-0. Sin embargo, el campo no cumplía con la norma de poner una cuerda que separase a los aficionados del campo de juego, y tampoco se pintaron las líneas en el terreno, por tanto los resultados de aquellos partidos quedaron anulados. Al no ponerse de acuerdo los delegados de los clubes para redactar un reglamento, el torneo se canceló.
Habiendo trasladado durante ese año su sede social a la calle Fuencarral, 27 (en lugar de la Sociedad Vasco-Navarra, donde antes se alojaba), el Athletic Club de Madrid quiso constituirse oficialmente y formalizar su primer reglamento, en lugar de seguir usando el del Athletic Club como hasta el momento. Eduardo de Acha redactó un estatuto para obtener personalidad jurídica, conforme a la ley de asociaciones del 30 de junio de 1887. Así, el 20 de febrero de 1907, el club se desligó oficialmente del Athletic Club para inscribirse en el registro de asociaciones.

### La presidencia de Ricardo Gondra
Después del acto de constitución oficial, se nombró una nueva Junta Directiva. Eduardo de Acha abandonó la presidencia, tras casi cuatro años de gestión más que satisfactoria, y fue Ricardo de Gondra el elegido por los socios para sucederle en el cargo. La nueva Junta Directiva del Athletic fue, a partir del 20 de febrero de 1907:
- Presidente: Ricardo de Gondra.
- Vicepresidente: Ramón de Arancibia.
- Secretario: Abdón de Alaiza.
- Vicesecretario: Pío García Novoa.
- Tesorero: Tomás de Murga.
- Vocales: Joaquín de Elósegui y los respectivos capitanes: Roque Allende, del primer equipo de fútbol; Claudio Ibáñez de Aldecoa, del segundo; Antonio Vega del Seoane, del primer equipo de tenis; y Fernando de Asuero, del segundo equipo de tenis.

El primer encuentro internacional que disputó el Athletic de Madrid fue contra el Internacional de Lisboa. Se jugó en la capital, el día 7 de enero de 1907, y concluyó con la victoria de los portugueses por 2-0.
La siguiente competición oficial en la que participó fue, de nuevo, en el Campeonato de Madrid, aunque con las mismas condiciones que antes: en caso de quedar campeón, no podría disputar la Copa de España. Participarían el Athletic de Madrid, el Madrid F. C., el Español de Madrid y la Sociedad Gimnástica Española. Cada victoria contabilizaría dos puntos; cada empate, uno; y cada derrota, cero.
El torneo comenzó el 8 de marzo de 1908 de cara para los atléticos, que vencieron por 1-0 al Español, al tiempo que el Madrid derrotaba por 4-1 a la Gimnástica. Una semana después, el derbi Athletic de Madrid-Madrid F.C. se disponía a jugarse en campo madridista. Sin embargo, el equipo local se negó a participar, ya que el terreno estaba totalmente encharcado, y se le concedió la victoria al conjunto blanquiazul. El 19 de marzo se disputó un nuevo partido entre ambos equipos, esta vez en el campo del Retiro, con victoria del Madrid F.C. por 3-0. Tres días más tarde, otra derrota, esta vez frente a la Gimnástica, acabó con las posibilidades de los atléticos de ganar el torneo. El último partido, que enfrentaba al Athletic y al Español, no se jugó debido a la intrascendencia del mismo.
Tras aquel campeonato, no se volvió a disputar otro partido hasta noviembre de 1908. La culpa fue, en gran parte, de la nefasta gestión de Ricardo de Gondra, que dependía en exceso del Athletic Club. El fútbol aún no era un deporte muy popular en España, y los pocos aficionados de la capital solían decantarse por el conjunto blanco, que volvió a ganar la Copa de España en una de las ediciones más desastrosas que se recuerdan, por su poca participación y bajo nivel.

### La presidencia de Ramón de Cárdenas
En el año 1909, Ricardo Gondra abandonó la presidencia, al ser vencido ampliamente en las elecciones por Ramón Cárdenas.
El nuevo presidente llegó en una etapa de crisis en el mundo del fútbol que, ligada a la fuerte dependencia que aún unía a su club con Bilbao, hizo que su gestión se complicara sobremanera. Tal era la dependencia que, en el Campeonato de Madrid de 1909 tampoco se le permitió la clasificación para disputar la Copa de España.
En este campeonato se venció por vez primera al Madrid F.C. en competición oficial, el 30 de enero de 1909, por dos goles a cero en el campo del club blanco. El campeón de Madrid fue el Español con 6 puntos, quedando el Athletic de Madrid segundo con 2 puntos.
El primer desplazamiento del equipo tuvo lugar en primavera de 1909. Un equipo de Alicante les invitó a jugar un partido, ofreciéndoles 250 pesetas para pagar el viaje. La cantidad era a todas luces insuficiente, así que los jugadores que podían tuvieron que pagar su billete, y los que no podían fueron invitados por Manuel Rodríguez Arzuaga, que corrió con el resto de los gastos. Viajaron en tercera clase durante toda la noche, en la que estuvieron cantando y bailando con una artista famosa que viajaba en el mismo vagón. Así, al llegar al partido, el cansancio acumulado era terrible. Sin embargo, el rival era claramente inferior, por lo que pudieron ganar sin muchas complicaciones su primer partido lejos de Madrid.
En el año 1910 se inauguró una nueva competición en el fútbol madrileño: la I Copa Rodríguez Arzuaga. El trofeo en cuestión fue donado por el hombre que le daba nombre, socio del Athletic Club de Madrid. Participaron en ella los cuatro clubes madrileños más importantes: el Athletic de Madrid, el Madrid F.C., el Español y la Gimnástica. Se disputó durante los meses de enero y febrero, y fue la Gimnástica quien se alzó con el título.
Durante esa época, comenzaron los conflictos y luchas en el fútbol español. El 14 de octubre de 1909 se creó la Federación Española de Clubes de Football, que aún no había cobrado la suficiente fuerza como para imponer sus decisiones. El Athletic Club de Madrid era uno de sus mayores partidarios. Por otro lado, nació la Unión Española de Clubes, con los líderes del Madrid FC, la Real Sociedad de Foot-ball, el Racing de Irún y el Athletic Club a la cabeza.
La polémica se desató durante la Copa de España de 1910. La Real Sociedad de San Sebastián quiso organizarla en Ondarreta, pero la Federación se negó, alegando que debían ser ellos quienes se encargaran de la competición. La lucha desembocó en la celebración de dos campeonatos paralelos, de los que salieron dos Campeones de España: el Athletic Club en el torneo que se jugó en San Sebastián, y el F. C. Barcelona en el que se desarrolló en el Campo del Retiro.
Los conflictos continuaron sucediéndose hasta que, en 1913, se constituyó oficialmente la Real Federación Española de Fútbol.
En el mes de enero de 1911 se vistió por primera vez el Athletic con la camiseta rojiblanca. Hasta entonces, las prendas blanquiazules se habían hecho con una tela muy áspera e incómoda, que además desteñía mucho. Anteriormente, durante las vacaciones de Navidad de 1909, Juan Elourdy, extremo derecho del Athletic de Madrid, viajó a Inglaterra con la petición de la directiva vasca de aprovechar el viaje para comprar camisetas como las del Blackburn Rovers F. C. para repartir entre los dos equipos, ya que eran de los mismos colores pero menos ásperas, y por dentro estaban recubiertas de una felpilla que las hacía agradables al tacto. Sin embargo, durante su estancia en Londres, o bien dejó para el último día el encargo en un despiste o no encontró suficientes camisetas para satisfacer el encargo. En su deseo de no regresar con las manos vacías, Elorduy compró cincuenta camisetas del Southampton F. C., el equipo local de la ciudad portuaria en la que se encontraba el ferry de vuelta a España. Estas camisetas eran de color rojo y blanco a rayas y hechas de un tejido de lona, sin cuello y con cordones. Al regresar del viaje, Elorduy entregó la mitad al equipo vizcaíno y guardó la otra mitad en la casa de sus abuelos. El 1 de enero de 1911, el equipo madrileño disputó un partido amistoso contra el Athletic Club en el Campo de Lamiako y el conjunto vizcaíno lució las zamarras rojiblancas con pantalones blancos y medias negras. El partido acabó en empate a dos. Tras el partido, celebraron una cena de hermanamiento y los madrileños preguntaron a los vascos si disponían de más camisetas rojiblancas. Entonces, Elorduy se acordó de que tenía veinticinco camisetas sin estrenar guardadas en casa de sus abuelos y el directivo del conjunto madrileño Manuel Rodríguez Azuaga le pidió que las llevara a Madrid.
El 22 de enero de 1911, el Athletic Club de Madrid jugó su primer partido como rojiblanco. Se disputó en el Campo del Retiro y el rival fue la Gimnástica Española en la II Copa Rodríguez Arzuaga. El partido no se llegó a finalizar, ya que la Gimnástica se retiró tras dar por válido el árbitro un gol que suponía la victoria de los rojiblancos. Aquel año, la Copa se la llevó a casa el equipo madridista. Los jugadores siguieron utilizando el calzón azul del uniforme anterior (curiosamente, al igual que el Southampton F. C. que usaba un pantalón azul, el cual no lo cambió por el negro hasta 1950) aunque en algunas ocasiones también usaban uno de color blanco. Las medias seguían siendo negras.
Además, el cambio de uniforme también supuso que en 1912 el club modificara en consonancia su hasta entonces blanquiazul escudo por uno rojiblanco.
Años más tarde, durante la posguerra, el equipo madrileño fue conocido con el apodo de "colchonero" debido a que en esa época a los colchones se les cubría con una tela de franjas rojas y blancas.
El 19 de noviembre de 1911 se celebró por primera vez la Copa Julián Ruete, organizada por el Athletic Club de Madrid. Los resultados por parte del equipo anfitrión fueron empate a un gol con el primer equipo del Madrid F.C. y victoria por tres a cero al segundo de la Gimnástica, ambos partidos disputados en el campo de Ciudad Lineal.
En enero y febrero de 1912 se disputó la III Copa Rodríguez Arzuaga entre los primeros, segundos y terceros equipos de los que entonces eran los cuatro clubs más importantes de la capital. El Gimnástica se alzó con la victoria tras una reñida lucha con el Español, mientras que el Madrid F.C. y el Athletic de Madrid rindieron a un nivel muy por debajo del acostumbrado.
Tras la Copa de España, en la que la Gimnástica, representante de Madrid, cayó derrotada en la final ante el Barcelona; se cerró la temporada con un banquete el 2 de mayo de 1912 para celebrar el IX aniversario del Athletic de Madrid. En dicha comida se entregaron las copas Julián Ruete y Rodríguez Arzuaga a sus respectivos campeones, y se nombró a este último presidente de honor del Athletic.

## Sección de atletismo
La sección de atletismo del At.Madrid es la más antigua de todas las secciones que han pasado por la institución madrileña. En 1903, mismo año que se fundó el equipo de fútbol, el Athletic Club de Madrid puso en marcha su sección de atletismo. El socio athlético Manuel Rodríguez Arzuaga organizó una carrera pedestre por las calles de Madrid. El suizo Charles Robert, corredor del Athletic, ganó la carrera seguido de cuatro compañeros suyos. El Athletic se adjudicó el trofeo. El atletismo empezaba con buen pie en el seno del Athletic Club de Madrid.
La Copa Rodríguez Arzuaga se erigió en la competición más importante del atletismo madrileño. El Athletic y el “Heraldo de Madrid” continuaron organizándola al mismo tiempo que Manuel Rodríguez Arzuaga siguió donando el trofeo. En 1904, la Sociedad Gimnástica
Española se impuso por equipos. Luego, el 22 de abril de 1905, más de un millar de personas presenciaron la segunda victoria del Charles Robert, corredor suizo perteneciente al Athletic, por delante de José Nogues (Gimnástica) y Jerónimo López (Athletic); asimismo, el conjunto athlético ganó por equipos al sumar 22 puntos por los 49 de la Gimnástica y los 71 del
Madrid. En los dos siguientes años, la Gimnástica se coronó campeona. El 5 de abril de 1908, en la sexta edición de la Copa Rodríguez Arzuaga, la Gimnástica volvió superar al Athletic de forma clara ya que los cinco primeros atletas clasificados pertenecían a su equipo. La prueba siguió disputándose varios años más con diversos vencedores ya con el rango de Campeonato de Madrid sobre 10 kilómetros.

## Sección de tenis
El tenis se practicaba en el Athletic desde sus primeros años de vida. En 1907, Antonio Vega de Seoane era el primer capitán de la sección de tenis y Fernando de Asuero el segundo capitán.